# 杜伊斯堡港
杜伊斯堡港（德語：Duisburg-Ruhrorter Häfen）是位于莱茵河与其支流鲁尔河交汇处的内河港口，位于德国北威州杜伊斯堡，是德国规模最大、功能最多的港口，也是世界第一大的内河港口。

## 历史
1716年，杜伊斯堡港开始建设并开港。此后，在杜伊斯堡城市周围建设了多个隶属于不同机构的港口设施，主要经营煤炭等散货。1908年，港口建设了铁路，铁路设施是之后杜伊斯堡港港口集疏运系统的雏形。1926年，普鲁士国会颁布法律，把归属国家的港口设施转换成股份，并建立合伙公司“杜伊斯堡-鲁尔港口股份公司”，三分之二的股份归属普鲁士政府，三分之一的股份归属杜伊斯堡市。
第二次世界大战期间，港口以及附属设施被毁，在战争结束后杜伊斯堡港开始重建。1950年以后，西德经济快速增长，带动杜伊斯堡港货物吞吐量增长。
20世纪80年代开始，受到转运业务衰退的影响，位于莱茵河的内港衰落并逐渐被废弃。
1983年，拖轮与6艘驳船组成的船队开始在鹿特丹港与杜伊斯堡港之间往返。1988年2月西德召开的鲁尔区会议决定了鲁尔区的产业结构调整与改革问题，杜伊斯堡被允许建设自由港。自由港在会议结束当年开工，并于1991年完工正式投入运营。同年英国设计师诺曼·福斯特的内港改造的规划方案中标。1992年完工的铁路编组站衔接了水路、公路、铁路三种运输方式。
21世纪交替时，杜伊斯堡港购买了克虏伯钢铁厂关闭后留下的土地，并扩建成物流中心；同时内港继续改造，以融入城市并转型。2008年时，杜伊斯堡港每年有300列固定的联运货运列车驶出港口。

## 现状
杜伊斯堡港至今保留有两大港区，其中一个是位于鲁尔河的内港，历史悠久，距离杜伊斯堡市中心仅有数百米，自20世纪80年代废弃后，改造成了工业遗迹公园；另一个是位于莱茵河的外港，外港则是主要的港区。
杜伊斯堡港位于德国著名的鲁尔工业区，其周边150公里范围内是欧洲人口最密集的区域，因此背靠巨大的市场与运输需求。且杜伊斯堡港距离欧洲最大港口鹿特丹港230公里。
2011年3月19日，首趟重庆开往德国杜伊斯堡的国际铁路货运列车成功开行。这是历史上第一列中欧班列，不过当时仅被称作“渝新欧国际铁路联运大通道”。2014年3月，中共中央总书记习近平在德国国事访问期间见证了“渝新欧”中欧班列列车抵达德国杜伊斯堡港，中欧班列第一次进入全球公众的视野。
2020年，中欧铁路货运量有30%经过杜伊斯堡物流中心运转，比2019年增长了约70％，中欧班列带来的铁路运输业务让杜伊斯堡港对冲了冠状病毒病疫情的冲击，且总量相比2019年增长了5%，约合420万标准箱。杜伊斯堡港首席执行官艾里希·史塔克表示，杜伊斯堡港自2020年4月开始扩大与中国城市的连接，这一策略在当年下半年见到了成效。2021年3月，新加坡港务集团与德国杜伊斯堡港口集团成立合资公司，共同投资亚洲的多式联运物流设施。疫情趋缓的2022年情况又出现变化，海运业进行扩容，加上俄乌战争爆发等各种经济与国际政治原因，导致港口运输的未来变化将较难预期，中国倡导的“一带一路”发展也受到影响。